# Street Fighter 30th Anniversary Collection
Street Fighter 30th Anniversary Collection är en samling av slagsmålsspel utvecklat av Digital Eclipse och utgivet av Capcom till Microsoft Windows, Nintendo Switch, Playstation 4 och Xbox One. Det släpptes internationellt den 29 maj 2018.

## Spel
Street Fighter 30th Anniversary Collection innehåller sammanlagt 12 spel med följande:
- Street Fighter:
  - Street Fighter (1987)
- Street Fighter II:
  - Street Fighter II: The World Warrior (1991)
  - Street Fighter II: Champion Edition (1992)
  - Street Fighter II Turbo: Hyper Fighting (1992)
  - Super Street Fighter II (1993)
  - Super Street Fighter II Turbo (1994)
- Street Fighter Alpha:
  - Street Fighter Alpha (1995)
  - Street Fighter Alpha 2 (1996)
  - Street Fighter Alpha 3 (1998)
- Street Fighter III:
  - Street Fighter III: New Generation (1997)
  - Street Fighter III: 2nd Impact (1997)
  - Street Fighter III: 3rd Strike (1999)